# فهرست قنات‌های شهرستان سقز
جدول زیر بر اساس آمار وزارت جهاد کشاورزی تهیه شده‌است. فهرست زیر قنات‌های شهرستان سقز در استان کردستان را نشان می‌دهد.
| نام قنات             | موقعیت                | نزدیک‌ترین روستا | طول قنات (متر) | تعداد میله چاه | عمق مادر چاه | دبی (لیتر بر ثانیه) | سطح زیر کشت (هکتار) |
| -------------------- | --------------------- | --------------- | -------------- | -------------- | ------------ | ------------------- | ------------------- |
| فتاح پور             | بخش زیویه شهرستان سقز | قلعه کهنه       | ۵۰۰            | ۴              | ۶            | ۱                   | ۱                   |
| کانی زرینه           | بخش زیویه شهرستان سقز | قلعه کهنه       | ۴۰             | ۴              | ۷            | ۱                   | ۵۰                  |
| کانی فکه             | بخش زیویه شهرستان سقز | قلعه کهنه       | ۲۰۰            | ۵              | ۸            | ۰٫۵                 | ۱۰                  |
| احمدخان              | بخش زیویه شهرستان سقز | چاغرلو          | ۲۵۰            | ۶              | ۸            | ۰٫۵                 | ۱۵                  |
| احمدی                | بخش زیویه شهرستان سقز | قلعه کهنه       | ۱۵             | ۲              | ۴            | ۰٫۵                 | ۴                   |
| استیوه زرد           | بخش زیویه شهرستان سقز | گلتپه           | ۲۵۰            | ۸              | ۴٫۵          | ۱                   | ۷۰                  |
| اسماعیل              | بخش زیویه شهرستان سقز | قلعه کهنه       | ۱۰۰            | ۰              | ۰            | ۰٫۵                 | ۳۰                  |
| باغ                  | بخش زیویه شهرستان سقز | چاغرلو          | ۱۰۰            | ۴              | ۶            | ۰٫۵                 | ۹                   |
| باغ حسین خان         | بخش زیویه شهرستان سقز | قلعه کهنه       | ۱۰۰            | ۴              | ۴            | ۰٫۵                 | ۱                   |
| باغ شایه             | بخش زیویه شهرستان سقز | قلعه کهنه       | ۱۵۰            | ۰              | ۰            | ۲                   | ۵                   |
| بدروی                | بخش زیویه شهرستان سقز | لگزی            | ۵۰۰            | ۱۲             | ۸            | ۳٫۵                 | ۱۰                  |
| بران                 | بخش زیویه شهرستان سقز | قلعه کهنه       | ۵۰۰            | ۰              | ۰            | ۰                   | ۱۰                  |
| برده ژنه             | بخش زیویه شهرستان سقز | قلعه کهنه       | ۶۰۰            | ۳              | ۵            | ۰٫۵                 | ۶۰                  |
| بنه وانه بوچکه له    | بخش زیویه شهرستان سقز | گلزار سفلی      | ۲۰             | ۱              | ۵            | ۵                   | ۱۰                  |
| بی دشکه              | بخش زیویه شهرستان سقز | چاغرلو          | ۲۰۰            | ۷              | ۷            | ۰٫۵                 | ۱۵                  |
| حسن شکر              | بخش زیویه شهرستان سقز | لگزی            | ۵۰۰            | ۵              | ۷            | ۱                   | ۱۰                  |
| راه چاغرلو           | بخش زیویه شهرستان سقز | قلعه کهنه       | ۱۰۰۰           | ۸              | ۵            | ۰٫۵                 | ۸۰                  |
| رحمان کریم‌آباد ی     | بخش زیویه شهرستان سقز | قلعه کهنه       | ۱۰۰۰           | ۰              | ۶            | ۰٫۵                 | ۵                   |
| زه لکه               | بخش زیویه شهرستان سقز | چاغرلو          | ۲۰۰            | ۵              | ۷            | ۰٫۵                 | ۸                   |
| سعیدی                | بخش زیویه شهرستان سقز | قلعه کهنه       | ۱۵             | ۱              | ۵            | ۰٫۵                 | ۱۰                  |
| سلطان رشید پور       | بخش زیویه شهرستان سقز | قلعه کهنه       | ۳۰۰            | ۲              | ۴            | ۰٫۵                 | ۱۵                  |
| صوفی ابراهیم         | بخش زیویه شهرستان سقز | لگزی            | ۲۰۰            | ۶              | ۸            | ۰٫۵                 | ۵                   |
| صوفی حسن             | بخش زیویه شهرستان سقز | چاغرلو          | ۲۰۰            | ۵              | ۸            | ۰٫۵                 | ۱۵                  |
| عمرعابدی             | بخش زیویه شهرستان سقز | قلعه کهنه       | ۵              | ۰              | ۰            | ۰٫۵                 | ۵                   |
| قادر                 | بخش زیویه شهرستان سقز | قلعه کهنه       | ۳۰۰            | ۴              | ۳            | ۰٫۵                 | ۱۵                  |
| قامیشله              | بخش زیویه شهرستان سقز | چاپان سفلی      | ۱۰۰            | ۶              | ۴            | ۶                   | ۱۸                  |
| قلعه گاه             | بخش زیویه شهرستان سقز | لگزی            | ۳۰۰            | ۶              | ۷            | ۱                   | ۱۵                  |
| قمر                  | بخش زیویه شهرستان سقز | قلعه کهنه       | ۱۰۰            | ۶              | ۴            | ۰٫۵                 | ۱۵                  |
| قمر                  | بخش زیویه شهرستان سقز | قلعه کهنه       | ۲۵۰            | ۷              | ۶            | ۰٫۵                 | ۲۰                  |
| قمر                  | بخش زیویه شهرستان سقز | قلعه کهنه       | ۵۰             | ۳              | ۴            | ۰٫۵                 | ۵                   |
| محمد حسن             | بخش زیویه شهرستان سقز | قلعه کهنه       | ۶۰۰            | ۶              | ۳            | ۰٫۵                 | ۱                   |
| مذمالی               | بخش زیویه شهرستان سقز | چاغرلو          | ۶۰۰            | ۱۷             | ۷            | ۱٫۵                 | ۴۰                  |
| مله گاه              | بخش زیویه شهرستان سقز | لگزی            | ۳۰۰            | ۸              | ۷            | ۱                   | ۲۰                  |
| میان ته عبدالله فاتح | بخش زیویه شهرستان سقز | سنته            | ۱۲۰            | ۶              | ۶            | ۱٫۵                 | ۳۰                  |
| میری                 | بخش زیویه شهرستان سقز | قلعه کهنه       | ۲۰۰            | ۶              | ۵            | ۱                   | ۲۰                  |
| هشت مالی             | بخش زیویه شهرستان سقز | چاغرلو          | ۷۰             | ۴              | ۵            | ۲                   | ۲۰                  |
| هموار                | بخش زیویه شهرستان سقز | قلعه کهنه       | ۱۵۰            | ۳              | ۷            | ۰٫۵                 | ۴۰                  |
| پنکه بره             | بخش زیویه شهرستان سقز | قلعه کهنه       | ۵۰             | ۱              | ۵            | ۲                   | ۴۰                  |
| پیمر بالا            | بخش زیویه شهرستان سقز | سنته            | ۱۰۰            | ۷              | ۷            | ۲                   | ۴۰                  |
| پیمر پائین           | بخش زیویه شهرستان سقز | سنته            | ۸۰             | ۴              | ۶            | ۰٫۵                 | ۱۳                  |
| کاریز شاویس          | بخش زیویه شهرستان سقز | چوملو           | ۲۵۰            | ۷              | ۴            | ۰٫۵                 | ۳۵                  |
| کانی بردینه          | بخش زیویه شهرستان سقز | اینکچه          | ۷۰             | ۷              | ۴            | ۵                   | ۲                   |
| کانی حوض             | بخش زیویه شهرستان سقز | یازیبلاغی       | ۱۰۰            | ۱۰             | ۴٫۵          | ۱                   | ۲۰                  |
| کانی سلطان           | بخش زیویه شهرستان سقز | قلعه کهنه       | ۲۰۰            | ۰              | ۰            | ۰٫۵                 | ۳۰                  |
| کانی شلغم            | بخش زیویه شهرستان سقز | چاغرلو          | ۶۵۰            | ۸              | ۸            | ۰٫۵                 | ۲۵                  |
| کانی صوفی            | بخش زیویه شهرستان سقز | گلتپه           | ۲۰۰            | ۷              | ۴            | ۲                   | ۸۰                  |
| کانی میرزاصالح پور   | بخش زیویه شهرستان سقز | قلعه کهنه       | ۱۰             | ۱              | ۶            | ۰٫۵                 | ۱۵                  |
| کانی میرزاصالح پور   | بخش زیویه شهرستان سقز | قلعه کهنه       | ۷۰             | ۱              | ۵            | ۰٫۵                 | ۱۵                  |
| کانی ناوده           | بخش زیویه شهرستان سقز | یازیبلاغی       | ۱۵۰            | ۷              | ۴            | ۱                   | ۳۰                  |
| کانی ناوده           | بخش زیویه شهرستان سقز | قشلاق رضا       | ۱۲۰            | ۷              | ۴            | ۰                   | ۷                   |
| کانی گدوره           | بخش زیویه شهرستان سقز | چاپان سفلی      | ۴۰             | ۴              | ۴            | ۵                   | ۱۲                  |
| یازیبلاغی            | بخش زیویه شهرستان سقز | قشلاق رضا       | ۳۰۰            | ۷              | ۴٫۵          | ۰٫۵                 | ۳۰                  |